# Popice - fara
Popice - fara este o arie protejată (arie specială de conservare — SAC, sit de importanță comunitară — SCI) din Republica Cehă întinsă pe o suprafață de 0,03 ha, integral pe uscat.

## Localizare
Centrul sitului Popice - fara este situat la coordonatele 48°49′18″N 16°00′55″E / 48.821667°N 16.015278°E.

## Înființare
Situl Popice - fara a fost declarat sit de importanță comunitară în aprilie 2005 pentru a proteja 1 specie de animale. Situl a fost protejat și ca arie specială de conservare în iulie 2012.

## Biodiversitate
Situată în ecoregiunea panonică, aria protejată nu include niciun habitat protejat.
La baza desemnării sitului se află o specie protejată de  mamifere: liliacul mic cu potcoavă (Rhinolophus hipposideros).